# Nortmoor
Nortmoor là một đô thị thuộc huyện Leer, bang Niedersachsen, Đức. Đô thị này có diện tích 15,34 km².